# Astragalus kuschakewiczii
Astragalus kuschakewiczii är en ärtväxtart som beskrevs av Olga Alexandrovna Fedtschenko. Astragalus kuschakewiczii ingår i släktet vedlar, och familjen ärtväxter. Inga underarter finns listade i Catalogue of Life.